# Le roi dort (roman)
Le roi dort est un roman de Charles Braibant publié en 1933 aux éditions Denoël et ayant reçu le prix Renaudot la même année.

## Historique
Le roman est en lice pour le prix Goncourt qui lui échappe cependant au dernier moment alors qu'il est à cinq voix contre cinq à La Condition humaine d'André Malraux, la voix du président du jury, J.-H. Rosny aîné, comptant double. Il reçoit toutefois le prix Renaudot.

## Éditions
- Le roi dort, éditions Denoël, 1933.